# Балієв Євген Якович
Євген Якович Балієв (нар. 18 (31) грудня 1912, Пенза, Російська імперія — 2006, Київ, Україна) — російський і український радянський актор. Народний артист УРСР (1976)

## Біографія
У 1931–1932 роках працював в театрах Ярославля, Саратова, Севастополя. З 1936 року — в Київському російському драматичному театрі імені Лесі Українки. Член ВКП(б) з 1947 року.

Могила Євгена Балієва

Помер у 2006 році. Похований в Києві (Україна) на Лук'янівському цвинтарі (ділянка № 21).

## Творчість
У театрах грав ролі: Молчалін («Лихо з розуму» Грибоєдова), Треплєв («Чайка» Чехова), Сатін, Олександр («На дні», «Останні» Горького), Петрович («На дикому березі» Полевого), Мишка Япончик («Світанок над морем», за романом Смолича), Аркадій («Дочка прокурора» Ю. Яновського), Коваленко («Далекі вікна» Собка).

## Фільмографія
1. 1939: «Щорс»
2. 1947: «Подвиг розвідника»
3. 1955: «Мати»
4. 1956: «Коли співають солов'ї»
5. 1957: «Мораль пані Дульської»
6. 1958: «НП. Надзвичайна подія»
7. 1960: «Далеко від Батьківщини»
8. 1965: «Криниця для спраглих»
9. 1979: «Поїзд надзвичайного призначення»

## Відзнаки
Народний артист УРСР (з 1976 року). Нагороджений орденом «Знак Пошани» та медалями.